# Campolongopass
Der Campolongopass (gelegentlich auch Campolongo-Sattel; italienisch Passo di Campolongo oder Campolungo; gadertalisch-ladinisch Ju de Ćiaulunch, buchensteinisch-ladinisch Jou de Ciaulonch) ist ein Pass in den Dolomiten zwischen dem Sella-Massiv und der Fanesgruppe in Italien. Er stellt die Verbindung zwischen Corvara (Gadertal, Südtirol) und Arabba (Buchenstein, Venetien) her.

## Lage und Auffahrten
Der Campolongopass ist ein breiter Sattel zwischen der Sella im Westen und der ebenfalls 3.000 m übersteigenden Fanesgruppe im Osten. Die Hochgipfel der Fanesgruppe sind jedoch vom Pass nicht sichtbar, da die Alm-Hochflächen der Pralongià vorgelagert sind. Mit einer Höhe von 1875 m s.l.m. ist der Campolongopass der niedrigste der vier Pässe rund um die Sella (die anderen sind das Sellajoch, Pordoijoch und Grödner Joch). Für den Kraftverkehr erschlossen ist der Pass durch die SS 244, wobei die in Venetien gelegene Südrampe inzwischen zur SP 244 zurückgestuft wurde.
Die Nordauffahrt vom Campolongopass lässt sich in zwei Abschnitte unterteilen. Der Anstieg beginnt in Corvara und führt auf den ersten zwei Kilometern bei einer Steigung von rund 7 % über mehrere breite Kehren zum Golf Club Alta Badia, wo ein kurzes Flachstück folgt. Auf den letzten drei Kilometern beginnt die Straße erneut zu steigen und führt bei rund 6 % auf geradem Weg Richtung Passhöhe. Die gesamte Strecke verläuft auf kaum bewaldetem Gebiet und weist auf einer Länge von 5,8 Kilometern eine durchschnittliche Steigung von 6,1 % auf. Die maximale Steigung beträgt rund 11 %.
Die kürzere Südauffahrt beginnt in Arabba und führt gleichmäßig bei rund 7 % in Richtung Passhöhe. Nach einer längeren Geraden folgen drei Kehren, ehe es erneut großteils auf geradem Weg bergauf geht. Auf dem letzten Kilometer flacht der Anstieg zunehmend ab und passiert dabei mehrere Hotels. Wie die Nordauffahrt ist auch die Südauffahrt kaum bewaldet. Die Durchschnittssteigung des 3,9 Kilometer langen Anstiegs liegt bei 7 %, wobei maximale Steigungen von 12 % erreicht werden.

## Geschichte
Die Passstraße wurde in den Jahren von 1898 bis 1901 angelegt. Sie hatte in der Vorkriegszeit noch keine besondere touristische Bedeutung; das Panorama erreicht nicht die Attraktivität der übrigen Pässe am Sellastock. In der zweiten Hälfte des 20. Jahrhunderts wurde ein Wanderwegenetz ausgebaut, auf dem heute im Sommer auch Mountainbiker unterwegs sind. Westlich des Passes im Bereich des Crep de Mont (2198 m) sowie des Bec des Roces (2187 m) wurden mehrere Lifte angelegt.
Die geschlossene Verbauung des Passes mit Hotel- und Appartementanlagen erfolgte erst mit Konzentration des Tourismus auf den Wintersport und Anschluss an den Großraum Dolomiti Superski.

## Touristische Infrastruktur
Zu den Wanderrouten gehören sowohl Abstiege durch die Campolungo-Wiesen nach Corvara und Arabba als auch Aufstiege in die Sella hinein (Bec de Roces, Crep de Mont und Vallon-Hütte); Liftfahrten können diese Aufstiege verkürzen bzw. ersetzen. Von der Vallonhütte aus (2488 m) können Touren über Klettersteige zum Piz Boè, der mit 3152 m höchsten Felsspitze der Sellagruppe vorgenommen werden. Anschlüsse findet man zum Boè-Seekofel (2908 m) und zum Dolomiten-Höhenweg Nr. 2. Im Bereich des Bec de Roses verlaufen mehrere Skiabfahrten.
Ein weiteres Wander- und Skigebiet liegt auf der Pralongià, auf der es bereits 1932 eine erste Berghütte gegeben hat.

## Radsport

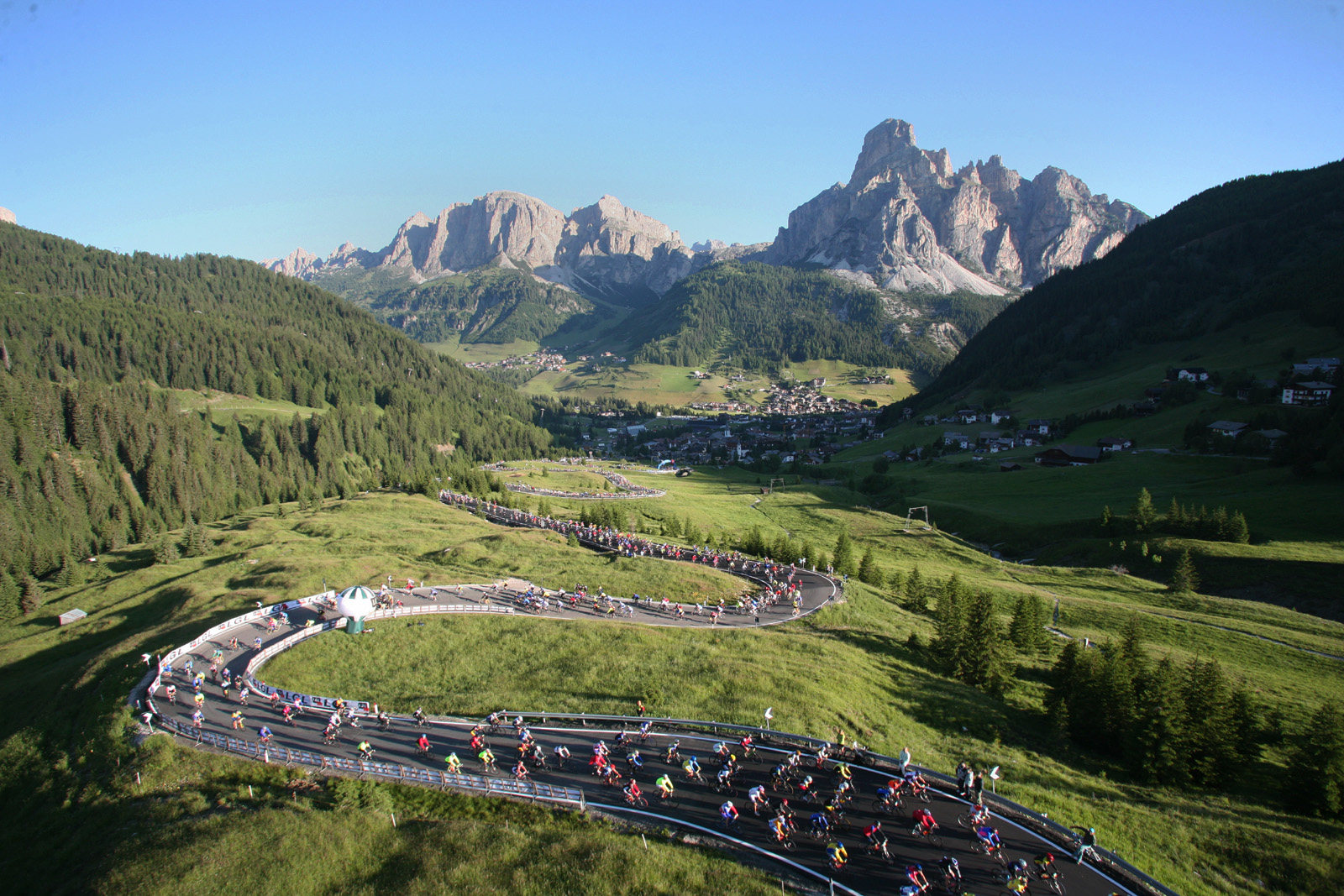
Nordauffahrt des Campolongopass beim Maratona dles Dolomites

Der Passo di Camolongo ist ein Teil der Vier-Pässe-Runde um die Sellagruppe, die eine Vielzahl an Radsportlern anzieht. Am Sellaronda Bike Day, der einmal im Jahr stattfindet, werden die Pässe nur für Radfahrer geöffnet. Mit dem Maratona dles Dolomites führt zudem einer der größten Radmarathons über den Campolongopass. Weiters schien der Pass bereits öfters im Programm des Giro d’Italia auf.
Giro d’Italia
Im Jahr 1949 passierte der Giro d’Italia erstmals den Passo di Camolongo im Rahmen der 11. Etappe, die von Bassano del Grappa nach Bozen führte. Auf der Passhöhe wurde jedoch keine Bergwertung abgenommen, da zu zuvor das Pordoijoch (2239 m) und danach das Grödner Joch (2121 m) befahren wurden, die den Compolongopass überragten. Als erster Fahrer überquerte damals der Italiener Fausto Coppi die Passhöhe. In den Jahren 1950 und 1954 folgten weitere Überquerungen von der Südseite, ehe im Jahr 1958 erstmals Bergpunkte am Campolongopass vergeben wurden, die sich der Belgier Jean Brankart sicherte. 1970 erfolgte die erste Auffahrt von der Nordseite. In den Jahren 1983 und 1984 wurde der Campolongopass zweimal innerhalb von einer Etappe überquert, wobei er in beiden Jahren den Schlussanstieg darstellte, ehe das Ziel im Talort Arabba erreicht wurde. Insgesamt stand der Pass bereits 19 Mal im Programm des Giro d’Italia und wurde zuletzt im Jahr 2023 auf der 19. Etappe befahren.
| Jahr | Etappe     | Bergwertung  | Fahrer                                                          | Auffahrt  |
| ---- | ---------- | ------------ | --------------------------------------------------------------- | --------- |
| 1949 | 11. Etappe | –            | Fausto Coppi                                                    | Süd       |
| 1950 | 09. Etappe | –            | Jean Robic                                                      | Süd       |
| 1954 | 20. Etappe | –            | Fausto Coppi                                                    | Süd       |
| 1958 | 17. Etappe | unbekannt    | Jean Brankart                                                   | Süd       |
| 1969 | 21. Etappe | unbekannt    | Michele Dancelli                                                | Süd       |
| 1970 | 20. Etappe | unbekannt    | Martin Van Den Bossche                                          | Nord      |
| 1983 | 20. Etappe | unbekannt    | Faustino Rupérez (1. Passage) Alessandro Paganessi (2. Passage) | Nord (2×) |
| 1984 | 20. Etappe | unbekannt    | Flavio Zappi (1. Passage) Laurent Fignon (2. Passage)           | Nord (2×) |
| 1986 | 21. Etappe | unbekannt    | Pedro Muñoz                                                     | Süd       |
| 1989 | 14. Etappe | unbekannt    | Flavio Giupponi                                                 | Süd       |
| 1992 | 14. Etappe | unbekannt    | Giuseppe Calcaterra                                             | Nord      |
| 1993 | 14. Etappe | unbekannt    | Claudio Chiappucci                                              | Süd       |
| 1997 | 19. Etappe | unbekannt    | José Jaime González                                             | Süd       |
| 2002 | 16. Etappe | 2. Kategorie | Julio Pérez Cuapio                                              | Süd       |
| 2007 | 16. Etappe | 2. Kategorie | Fortunato Baliani                                               | Süd       |
| 2016 | 14. Etappe | 2. Kategorie | Rubén Plaza                                                     | Nord      |
| 2023 | 19. Etappe | 2. Kategorie | Davide Gabburo                                                  | Süd       |

## Wintersport
Im Winter wird der Campolongopass im Rahmen der beliebten Sella Ronda auf Schiern überquert.